# NGC 94
NGC 94 ist eine linsenförmige Radiogalaxie vom Hubble-Typ S0 im Sternbild Andromeda am Nordsternhimmel. Sie ist schätzungsweise 271 Millionen Lichtjahre von der Milchstraße entfernt und hat einen Durchmesser von etwa 65.000 Lichtjahren. Vom Sonnensystem aus entfernt sich die Galaxie mit einer errechneten Radialgeschwindigkeit von näherungsweise 5.900 Kilometern pro Sekunde.
Gemeinsam mit PGC 1670567 bildet sie ein gravitativ gebundenes Galaxienpaar.
Das Objekt wurde am 14. November 1884 von dem französischen Astronomen Guillaume Bigourdan entdeckt.

## Galaktisches Umfeld
| Nr. | Galaxie          | Alternativname          | Rek           | Dek           | Distanz/asec |
| --- | ---------------- | ----------------------- | ------------- | ------------- | ------------ |
| →   | NGC 94           | LEDA/PGC 1423           | 00h22m13.53s  | +22d28m59.0s  | 0            |
| 1   | LEDA/PGC 1670567 | NSA 126801              | 00h22m13.846s | +22d28m23.99s | 35.05        |
| 2   | NGC 96           | LEDA/PGC 1429           | 00h22m17.71s  | +22d32m46.5s  | 235.13       |
| 3   | LEDA/PGC 1669768 | 2MASX J00220205+2225531 | 00h22m02.08s  | +22d25m53.3s  | 241.08       |
| 4   | NGC 93           | LEDA/PGC 1412           | 00h22m03.23s  | +22d24m29.1s  | 305.17       |
| 5   | NGC 90           | LEDA/PGC 1405           | 00h21m51.40s  | +22d24m00.0s  | 428.64       |
| 6   | LEDA/PGC 1671888 | NSA 126768              | 00h21m33.36s  | +22d32m30.7s  | 595.69       |
| 7   | IC 1546          | LEDA/PGC 1382           | 00h21m29.03s  | +22d30m21.1s  | 622.32       |
| 8   | LEDA/PGC 1667991 | 2MASX J00214701+2219591 | 00h21m47.02s  | +22d19m59.4s  | 650.06       |
| 9   | NGC 85           | LEDA/PGC 1375           | 00h21m25.526s | +22d30m42.40s | 672.99       |
| 10  | NGC 86           | LEDA/PGC 1383           | 00h21m28.57s  | +22d33m23.1s  | 677.09       |
| 11  | NGC 83           | PGC1371                 | 00h21m22.40s  | +22d26m01.0s  | 730.66       |
| 12  | LEDA/PGC 3089726 | NSA 126782              | 00h21m48.348s | +22d18m05.44s | 740.99       |
| 13  | LEDA/PGC 1396    | NSA 126777              | 00h21m42.360s | +22d18m39.20s | 755.46       |
| 14  | LEDA/PGC 1666918 | NSA 126792              | 00h21m55.88s  | +22d16m35.5s  | 782.53       |
| 15  | LEDA/PGC 1666383 | 2MASX J00221346+2214572 | 00h22m13.46s  | +22d14m57.4s  | 838.85       |